# هاوس (مسلسل)
هاوس (بالإنجليزية: House)‏ أو (House, M.D.) هو مسلسل درامي طبي أمريكي عرض على شبكة فوكس التلفزيونية لمدة 8 مواسم من 16 نوفمبر، 2004 إلى 21 مايو، 2012. تتمحور قصة المسلسل حول غريغوري هاوس (هيو لوري)، وهو مدمن مخدرات، غريب الأطوار ومبغض للبشرية لكنه طبيب عبقري يترأس قسم الطب التشخيصي في مستشفى برينستن-بلينسبورو التعليمي في نيوجيرسي. أنشأ فكرة المسلسل الرئيسية بول اتاناسيو بينما تولى ديفيد شور تطوير فكرة الشخصية الرئيسية للمسلسل.
كان هاوس ضمن أول 10 برامج مشاهدة في الولايات المتحدة منذ بداية الموسم الثاني وحتى الموسم الرابع. عرض هاوس في 66 دولة حول العالم. كان هاوس البرامج الأكثر مشاهدة حول العالم في 2008. حاز المسلسل على العديد من الجوائز، بما في ذلك 5 جوائز إيمي، جائزتي غولدن غلوب، جائزة بيبودي و 9 جوائز بيبول تشويس. في 8 فبراير، 2012 أعلنت شبكة Fox أن الموسم الثامن سوف يكون الموسم الأخير للمسلسل. تم عرض الحلقة الأخيرة في 21 مايو، 2012.

## الإنتاج

### إشارات إلى شرلوك هولمز
ترد إشارات إلى المحقق الخيالي الشهير شرلوك هولمز الذي أوجده السير آرثر كونان دويل طيلة المسلسل. أوضح شور أنه لطالما كان من محبّي هولمز، وأنّه يعتبر لامبالاة الشخصية بعملائها أمرًا فريدًا من نوعه. يتجلّى هذا التشابه في اعتماد شخصية هاوس على التفكير الاستنتاجي (الاستنباط) وعلم النفس (حتّى في الحالات التي يبدو فيها هذا الأسلوب غير قابل للتطبيق)، بالإضافة إلى تردده في قبول الحالات التي يجدها رتيبة. يتمثّل نهجه الاستقصائي في استبعاد التشاخيص بأسلوب منطقي عندما يبدو الأمر مستحيل الحل؛ وهو النهج الذي يتّبعه هولمز أيضًا. تعزف الشخصيتان كلتاهما على آلات موسيقية (يعزف هاوس على البيانو والغيتار والهارمونيكا، بينما يعزف هولمز على الكمان)، وتدمنان كلتاهما العقاقير (هاوس معتمدٌ على الفيكودين، بينما يتعاطى هولمز الكوكايين للترويح عن نفسه). تعكس علاقة هاوس مع الطبيب جيمس ويلسون علاقة هولمز مع صديقه الطبيب جون واطسون. صرّح الممثل روبرت شون لينارد (الذي يلعب دور الطبيب ويلسون) بأن شخصية هاوس وشخصيته -التي يتشابه اسمها مع اسم واطسون إلى حد كبير- كان من المفترض أن تعملا معًا كما تفعل شخصيتا هولمز وواطسون تمامًا؛ أضاف أنه يعتقد أيضًا أن فريق التشخيص الخاص بهاوس اضطلع بهذا الجانب من دور واطسون. صرّح شور بأن اسم شخصية هاوس «إشادة خفية» لهولمز. يشير عنوان هاوس في المسلسل بشكل مباشر إلى عنوان شارع هولمز، ألا وهو 221 بي بايكر ستريت؛ أمّا عنوان ويلسون فهو 221 بي أيضًا.
ترد بعض الإشارات الإضافية إلى حكايات شرلوك هولمز في العديد من الحلقات الفردية في المسلسل. تُدعى المريضة الرئيسية في الحلقة التجريبية الأولى من المسلسل ريبيكا أدلر، في إشارة إلى إيرين أدلر التي كانت إحدى شخصيات قصة شرلوك هولمز القصيرة الأولى تحت عنوان «فضيحة في بوهيميا». في الحلقة الأخيرة من الموسم الثاني، يطلق النارَ على هاوس رجل مسلّح مجنون يُدعى «موريارتي»، وهو اسم عدوّ هولمز اللدود. في حلقة «إنها كذبة رائعة» في الموسم الرابع من المسلسل، يتلقّى هاوس هدية «الإصدار الثاني لكونان دويل» في عيد الميلاد. نرى هاوس وهو يلتقط مفاتيحه وعلبة الفيكودين من على نسخة كتاب مذكّرات شرلوك هولمز لكونان دويل، وذلك خلال حلقة «الحكّة» في الموسم الخامس من المسلسل. يحاول هاوس خداع فريقه مستخدمًا أحد كتب جوزيف بيل -الذي ألهم كونان دويل في كتابته لشرلوك هولمز- وذلك في حلقة «بهجة إلى العالم» من الموسم الخامس أيضًا. كان ويلسون قد أهداه هذا المجلّد بمناسبة عيد الميلاد، جنبًا إلى جنب مع رسالة جاء فيها «غريغ، جعلني أفكر بك». أخبر ويلسون أعضاء فريق هاوس أن سبب ما يحدث هو مريضة هاوس التي تُدعى إيرين أدلر، وذلك قبل أن يعترف بأنه هو من أعطى هذا الكتاب لهاوس. تظهر في الحلقة الثالثة من الموسم السابع سلسلة من الكتب البوليسية من بطولة شاب صغير من تأليف أحد مرضى هاوس، إذ ينتهي المجلد الأخير غير المنشور منها نهايةً غامضةً بالنسبة للشخصية الرئيسية؛ الأمر الذي يذكّرنا بـ«المشكلة الأخيرة». تشيد نهاية المسلسل أيضًا بوفاة هولمز الجلّية في «المشكلة الأخيرة»؛ القصّة التي كان ينوي كونان دويل أن ينهي من خلالها سلسلة هولمز.

## قصة المسلسل
غريغوري هاوس طبيب عبقري غريب الأطوار، يترأس فريقاً من الأطباء بمستشفى (برينستون بلينزبورو) بولاية نيوجيرسي، تتمحور معظم الحلقات حول عملية تشخيص المريض، وتبدأ بمشهد قصير خارج المستشفى ينتهي ببداية ظهور أعراض المرض على المريض. عادةً الحلقة النموذجية من المسلسل ترصد محاولات الفريق الطبي في تشخيص المرض وعلاج المريض، التي تبوء بالفشل إلى أن تصبح حالة المريض حرجة. من المعروف أن الفريق الطبي التي يترأسه الدكتور هاوس لا ينظر سوى في حالات المرضى الذين تخفق المستشفيات الأخرى في التوصل إلى تشخيص صحيح ودقيق لحالاتهم المرضية، نظرا لتعقد تلك الحالات المرضية إلى حد كبير. تركز الحبكة على النظريات الطبية والممارسات الغير تقليدية لهاوس، وعلى ردود أفعال الشخصيات الأخرى تجاهها، أكثر من التركيز على تفاصيل عملية العلاج نفسها.
يتبنى الفريق طريقة التشخيص التفريقي، سرد جميع المسببات التي يمكن أن تسبب المرض على لوح أبيض ومن ثم إستبعاد الاحتمالات البعيدة، عادةً لأن أحد أطباء الفريق (عادةً هاوس) يقدم مبرر منطقي يقضي بإستبعادهم. غالبا ما يتم تشخيص المرض بصورة خاطئة على مدار كل حلقة وعلاجه باستخدام أدوية وعقاقير غير ملائمة والتي لا تؤثر على المريض في أفضل الأحوال أو قد تؤدي تعرض المريض للمزيد من المضاعفات؛ الأمر الذي يؤدي في النهاية إلى مساعدة هاوس وفريقه إلى للتوصل للتشخيص السليم. غالبا ما يستنتج هاوس التشخيص الصحيح فجأةً، غالبا ما تكون بسبب ملاحظة عابرة تدلي بها إحدى الشخصيات الأخرى. تتراوح التشخيصات من الأمراض الشائعة نسبيا إلى الأمراض النادرة جدا.
يواجه الفريق صعوبات في عملية التشخيص بسبب تحفظ المريض وإخفاء بعض الأمور لسبب أو لآخر، لذلك هاوس لا يعتمد على أقوال المريض بل على فرضية أن «المريض يكذب» في عملية التشخيص، مما يجعل عملية اقتحام منزل المريض، سواء بموافقته أو بدونها، إجراءً اعتياديا من أجل البحث عن أي أدلة قد تساعد في التوصل إلى التشخيص المناسب. لأن العديد من نظرياته تنزع إلى الاعتماد على الأفكار الجدلية، فغالبا ما يواجه الكثير من المتاعب في الحصول على التصاريح اللازمة من مديرة المستشفى، دكتور ليزا كادي، من أجل اتخاذ الإجراءات الطبية التي يراها ضرورية، وخصوصا عندما يكون الإجراء المقترح ذو مخاطرة عالية ومريب أخلاقيا.
جزء كبير من القصة يدور حول استعمال هاوس للفيكودين من أجل تسكين ألمه، الذي سببه احتشاء في عضلة الفخذ لديه قبل 5 سنوات من أحداث الموسم الأول، مما يظطره لأستخدام عكاز. يعترف هاوس في الموسم الأول بأنه مدمن فيكودين ولكن هذا لا يسبب أية مشكلة لأنه الفيكودين يساعده على القيام بعمله ويسكن ألمه. يشجعه زملائه الدكتور ويلسون وكادي على الدخول لمصح إعادة التأهيل من المخدرات عدة مرات. عندما لا يستطيع الحصول على الفيكودين أو عندما يشعر بألم غير اعتيادي، يلجأ للعلاج الذاتي عبر مخدرات مسكنة للألم مثل المورفين أو الأوكسيكودون. كثيرا ما يشرب هاوس الكحول خارج ساعات العمل، ويصنف نفسه كـ «سكير».
يعد دكتور هاوس، في كثير من جوانبه، شبيها بشخصية شيرلوك هولمز في المجال الطبي. ويتضح هذا التشابه إلى حد كبير من خلال العديد من عناصر حبكة المسلسل، مثل اعتماد دكتور هاوس على علم النفس في كشف غموض أي حالة طبية، وعنوان منزل دكتور هاوس، وعزفه على إحدى الآلات الموسيقية، وعلاقته بدكتور جيمس ولسون (إشارة إلى جون واطسون).

## الشخصيات

شخصيات هاوس الرئيسية في الموسم الأول: ويلسون، كادي ، تشيس ، هاوس، كاميرون، وفورمان

- هيو لوري بدور غريغوري هاوس (علم التشخيص المرضي): رئيس قسم الطب التشخيصي، وهو طبيب عبقري موهوب لكنه غريب الاطوار لا يؤمن بما يؤمن به عامة البشر من مشاعروعلاقات إنسانية.
- ليسا أدلستين بدور ليسا كادي (طب الغدد الصماء): مديرة المستشفى الذي يعمل به هاوس، وهي دائما على خلاف مع هاوس وان كانت تضمر له المحبة ويلعب المسلسل على تطوّر علاقة حميمة بينهما.
- روبرت شون لينارد بدور جيمس ويلسون (طب الأورام): صديق هاوس المقرب والوحيد الذي يحاول دائما تهذيب طباع هاوس وافكاره المجنونة.
- عمر ايبس بدور إيريك فورمان (طب الجهاز العصبي): عضو في فريق هاوس الأول ويعود إلى فريق هاوس الثاني أيضاً، طبيب أعصاب أسود ودائما على خلاف مع هاوس.
- جيسي سبنسر بدور روبرت تشيس (جراح، طب العناية المركزة): عضو في فريق هاوس الأول، طبيب أسترالي ذكي وسيم ابن طبيب مشهور ومن المفترض انه طبيب غني، وغالبا ما يوافق على أفكار هاوس.
- جنيفر موريسون بدور أليسون كاميرون (علم المناعة): عضو في فريق هاوس الأول لكنّها تتركه وتدخل في علاقة مع زميلها (روبرت تشيس)، طبيبة مثالية جداً مما يجعلها في خلاف دائم مع هاوس.
- بيتر جاكوبسن بدور كريس تاوب (الجراحة التجميلية): عضو في فريق هاوس الثاني، يترك الجراحة التجميلية حفاظاً على زواجه ويلتحق بفريق هاوس التشخيصي محاولاً إثبات كفاءته.
- كال بين بدور لورانس كاتنر (الطب الرياضي، إعادة التأهيل): طبيب شاب هندي الأصل عضو في فريق هاوس الثاني، خرج من المسلسل بطريقة مفاجئة بسبب انتقال بين إلى فريق تصوير الرئيس أوباما في البيت الأبيض في 2009.
- أوليفيا وايلد بدور رمي هادلي/«ثيرتين» (الطب الباطني): الأنثى الوحيدة في فريق هاوس الثاني، وهي مصابة بداء هنتنغتون ومحكومٌ عليها بالموت البطيء.
- أمبير تامبلين بدور مارثا ماسترز: وهي طالبة طب حائزة على شهادتي دكتوراه في الرياضيات التطبيقية وتاريخ الفن تنضم لفريق هاوس لتحل محل «ثيرتين» التي تركت الفريق.
- أوديت أنابل بدور جيسيكا أدامز (طب العيادة): كانت طبيبة في عيادة السجن الذي دخله هاوس، تترك لاحقا العيادة وتنضم لفريق هاوس في المستشفى بعد خروجه من السجن.
- تشارلين يي بدور تشي بارك (طب الجهاز العصبي): وهي طبيبة ذات أصول آسيوية، حيث تكون الطبيبة الوحيدة التي يحصل هاوس عليها عند خروجه من السجن.

## التوزيع
في 2008، وُزع هاوس وعُرض في 66 دولة. بجمهور بلغ أكثر من 81.8 مليون مشاهد حول العالم، كان هاوس المسلسل الأكثر مشاهدة عالميا بأرقام فاقت بكثير أرقام المشاهدين للمسلسلات التلفزيونية الرائدة في السنتين السابقتين (CSI وCSI: Miami). في السنة التالية، حل هاوس المرتبة الثانية عالميا خلف CSI.

## الإستقبال

### الإستقبال النقدي
لاقى المسلسل عند بدء عرضه مراجعات نقدية إيجابية جدا، كان يعتبر المسلسل بمثابة بقعة مشرقة في جدول برامج Fox، الذي كان يحتوي بشكلٍ كبير على برامج تلفزيون الواقع. في موقع ميتاكريتيك حصل الموسم الأول على 74% بناءً على 27 مراجعة. مات روش من مجلة TV Guide وصف المسلسل بأنه «علاج غير تقليدي لمشكلة مسلسلات الدراما الطبية التقليدية». أشاد ديفيد بيانكولي من صحيفة New York Daily News بالمستوى العالي للتمثيل وسيناريو.
لاقت شخصية غريغوري هاوس بالأخص إشادات إيجابية جدا من جميع النقاد. توم شيلس من صحيفة The Washington Post وصف شخصية هاوس بأنها «أكثر شخصية إثارة ظهرت على شاشة التلفاز منذ سنوات عديدة». روب أوين من صحيفة Pittsburgh Post-Gazette وجد شخصيته بأنها «غير متعاطفة بشكل ساحر». قارن العديد من النقاد هاوس مع محققين خياليين مثل، هرقل بوارو وأدريان مونك. كما نال أداء لوري استحساناً كبيراً من النقاد أيضاً. تيم غودمان من صحيفة San Francisco Chronicle وصفه بأنه «أُعجوبة تستحق المشاهدة» و«أهم سبب لمشاهدة هاوس». غابرييل دونلي من صحيفة Daily Mail ذكر أن شخصية لوري المعقدة كانت السبب الأبرز لنجاح تجسيد الشخصية بهذه الدرجة من الدقة.

### مواسم المسلسل والمراتب السنوية
| الموسم | الحلقات | البث الاصلي     | البث الاصلي   | البث الاصلي   | المرتبة (في الولايات المتحدة) | المشاهدين (بالملايين) |
| الموسم | الحلقات | بداية الموسم    | نهاية الموسم  | الموسم السنوي | المرتبة (في الولايات المتحدة) | المشاهدين (بالملايين) |
| ------ | ------- | --------------- | ------------- | ------------- | ----------------------------- | --------------------- |
| 1      | 22      | 16 نوفمبر، 2004 | 24 مايو، 2005 | 2004–05       | #24                           | 13.34                 |
| 2      | 24      | 13 سبتمبر، 2005 | 23 مايو، 2006 | 2005–06       | #10                           | 17.35                 |
| 3      | 24      | 5 سبتمبر، 2006  | 29 مايو، 2007 | 2006–07       | #5                            | 19.95                 |
| 4      | 16      | 25 سبتمبر، 2007 | 19 مايو، 2008 | 2007–08       | #7                            | 17.64                 |
| 5      | 24      | 16 سبتمبر، 2008 | 11 مايو، 2009 | 2008–09       | #16                           | 13.62                 |
| 6      | 22      | 21 سبتمبر، 2009 | 17 مايو، 2010 | 2009–10       | #22                           | 12.76                 |
| 7      | 23      | 20 سبتمبر، 2010 | 23 مايو، 2011 | 2010–11       | #42                           | 10.32                 |
| 8      | 22      | 3 أكتوبر، 2011  | 21 مايو، 2012 | 2011–12       | #58                           | 8.69                  |

### الجوائز والترشيحات
ترشّح المسلسل لـ169 جائزة وفاز بـ56 منها خلال سنوات عرضه من 2004 وحتى 2012. ترشح لوري وحده 38 مرة وفاز بـ 14 منها. ومن أهم هذه الجوائز:

#### جائزة الإيمي

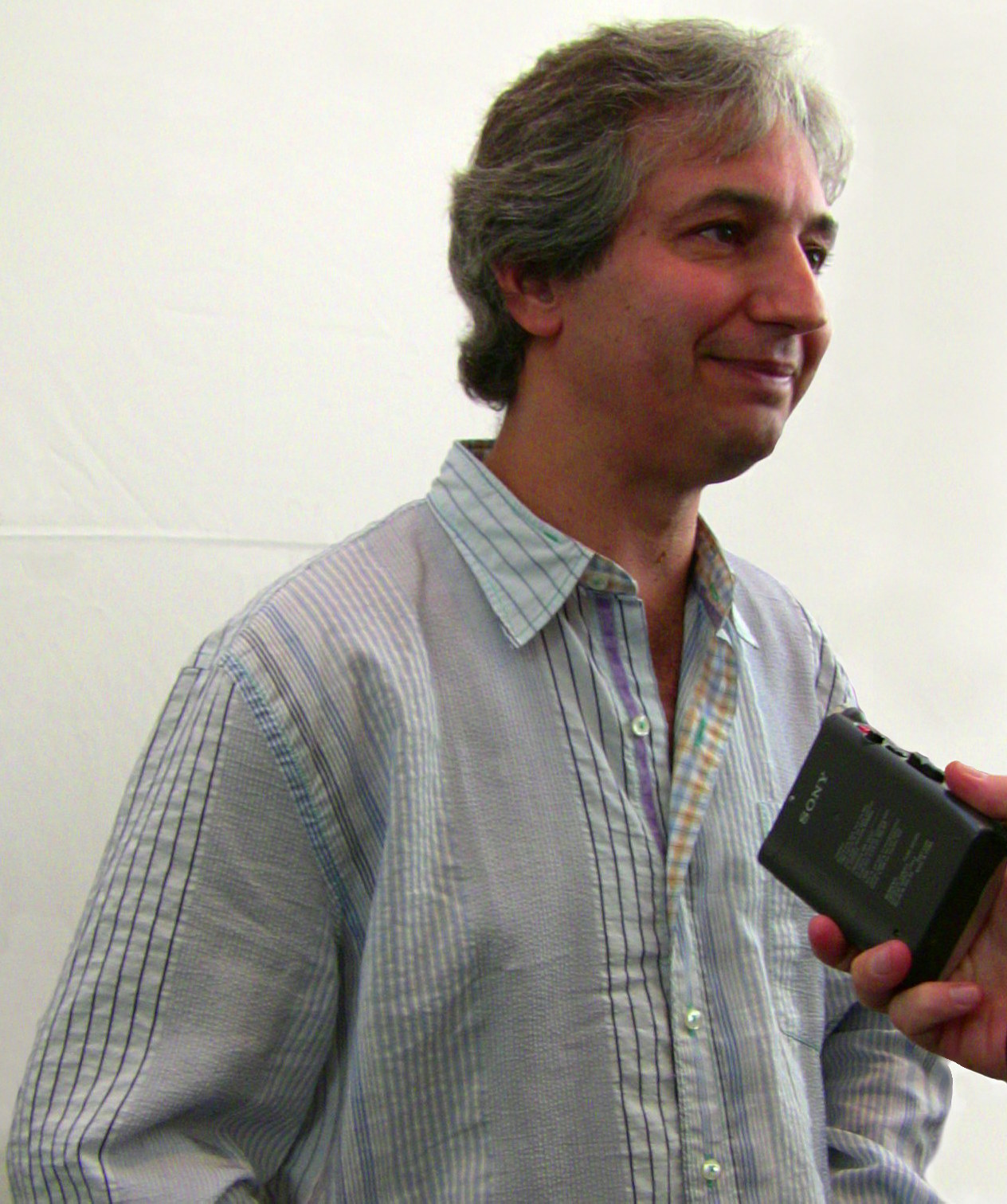
ديفيد شور فاز بجائزة الإيمي في 2005

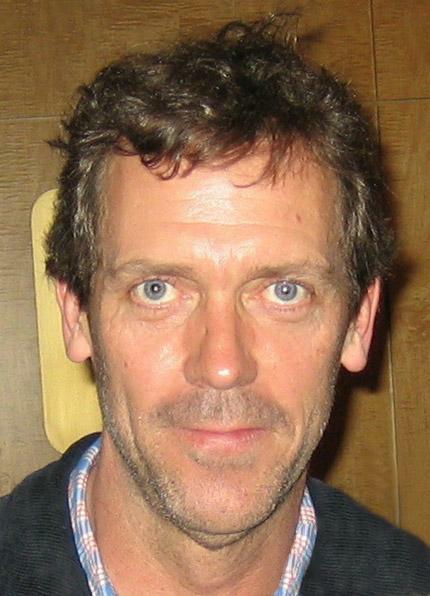
هيو لوري فاز بجائزة الغولدين غلوب مرتين من أصل 6 ترشيحات

| السنة | الفئة                        | المرشح      | الحلقة          | النتيجة |
| ----- | ---------------------------- | ----------- | --------------- | ------- |
| 2005  | أفضل كتابة لمسلسل درامي      | ديفيد شور   | "Three Stories" | فوز     |
| 2005  | أفضل ممثل في مسلسل درامي     | هيو لوري    |                 | رُشِّح     |
| 2006  | أفضل مسلسل درامي             |             |                 | رُشِّح     |
| 2007  | أفضل ممثل في مسلسل درامي     | هيو لوري    | "Half-Wit"      | رُشِّح     |
| 2007  | أفضل ممثل ضيف في مسلسل درامي | ديفيد مورس  | "Finding Judas" | رُشِّح     |
| 2007  | أفضل مسلسل درامي             |             | "Half-Wit"      | رُشِّح     |
| 2008  | أفضل ممثل في مسلسل درامي     | هيو لوري    | "House's Head"  | رُشِّح     |
| 2008  | أفضل إخراج في مسلسل درامي    | غريغ ياتينس | "House's Head"  | فوز     |
| 2008  | أفضل مسلسل درامي             |             | "Frozen"        | رُشِّح     |
| 2009  | أفضل ممثل في مسلسل درامي     | هيو لوري    |                 | رُشِّح     |
| 2009  | أفضل مسلسل درامي             |             |                 | رُشِّح     |
| 2010  | أفضل ممثل في مسلسل درامي     | هيو لوري    | "Broken"        | رُشِّح     |
| 2011  | أفضل ممثل في مسلسل درامي     | هيو لوري    | "After Hours"   | رُشِّح     |

#### جائزة الغولدن الغلوب

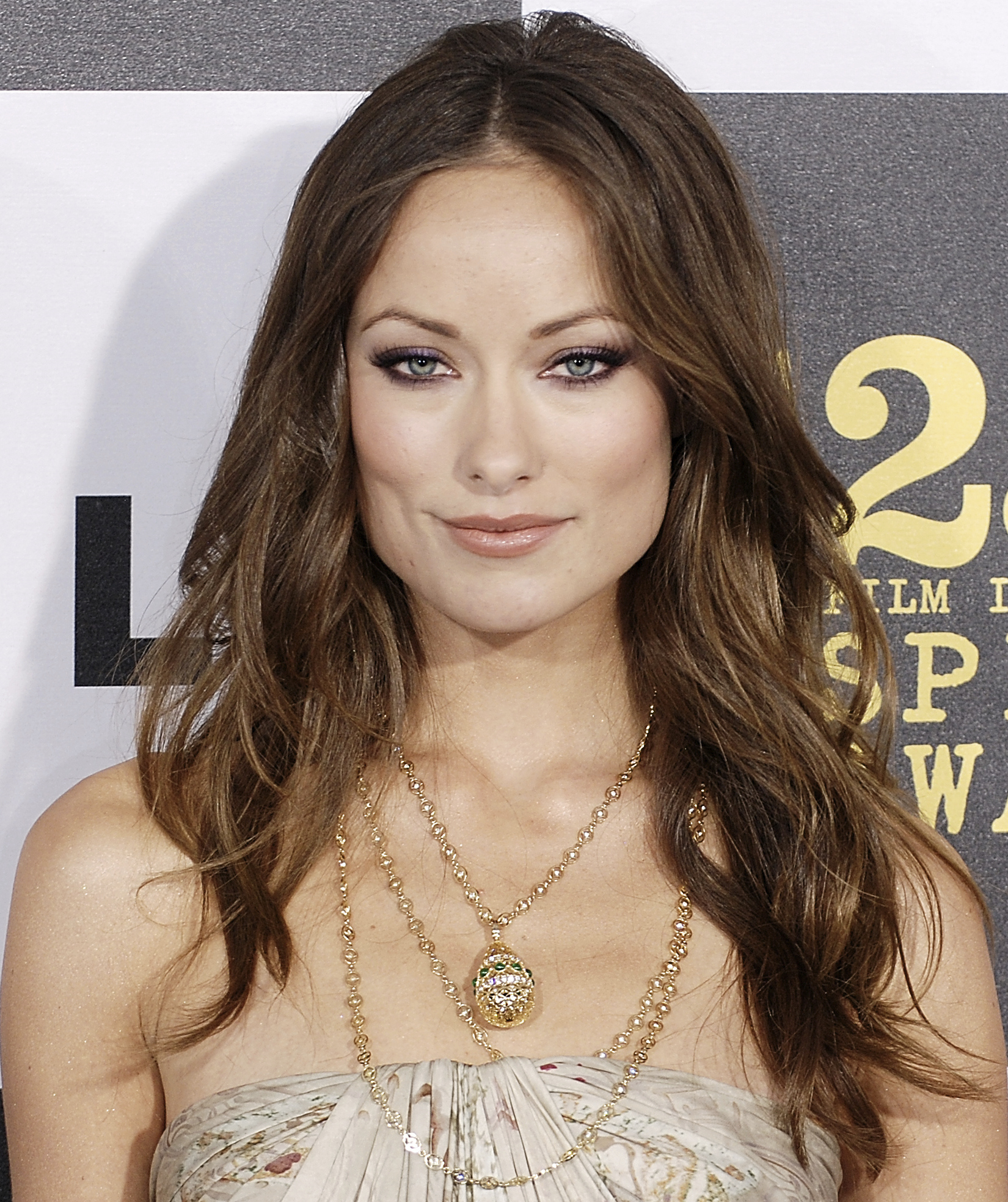
أوليفيا وايلد ترشحت 4 مرات لجائزة تين تشويس

| السنة | الفئة                          | المرشح   | النتيجة |
| ----- | ------------------------------ | -------- | ------- |
| 2006  | أفضل أداء لممثل في مسلسل درامي | هيو لوري | فوز     |
| 2007  | أفضل أداء لممثل في مسلسل درامي | هيو لوري | فوز     |
| 2008  | أفضل أداء لممثل في مسلسل درامي | هيو لوري | رُشِّح     |
| 2008  | أفضل مسلسل درامي               |          | رُشِّح     |
| 2009  | أفضل أداء لممثل في مسلسل درامي | هيو لوري | رُشِّح     |
| 2009  | أفضل مسلسل درامي               |          | رُشِّح     |
| 2010  | أفضل أداء لممثل في مسلسل درامي | هيو لوري | رُشِّح     |
| 2010  | أفضل مسلسل درامي               |          | رُشِّح     |
| 2011  | أفضل أداء لممثل في مسلسل درامي | هيو لوري | رُشِّح     |

#### جائزة نقابة الكتاب الأمريكية
| السنة | الفئة            | المرشح                                          | الحلقة              | النتيجة |
| ----- | ---------------- | ----------------------------------------------- | ------------------- | ------- |
| 2006  | أفضل حلقة درامية | لورانس كابلو                                    | "Autopsy"           | فوز     |
| 2009  | أفضل حلقة درامية | دوريس إيغان وليونارد ديك                        | "Don't Ever Change" | رُشِّح     |
| 2010  | أفضل حلقة درامية | راسل فريند، غاريت ليرنر، ديفيد فوستر وديفيد شور | "Broken Part 1 & 2" | فوز     |
| 2011  | أفضل حلقة درامية | راسل فريند، غاريت ليرنر وبيتر بليك              | "Help Me"           | رُشِّح     |

#### جائزة ستالايت

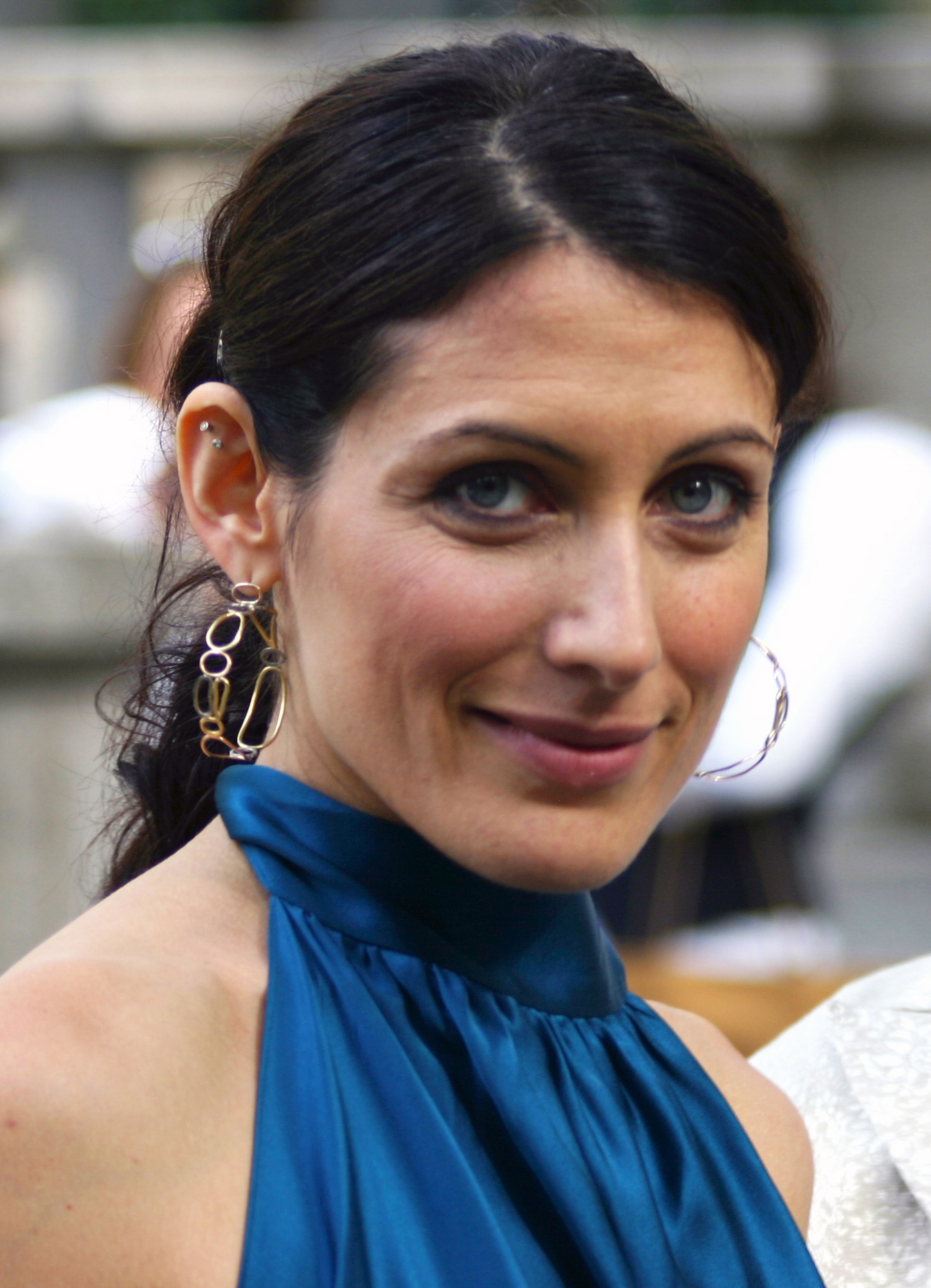
ليسا إدلستين	فازت بجائزة ساتلايت في 2005

| السنة | الفئة                                                   | المرشح       | النتيجة |
| ----- | ------------------------------------------------------- | ------------ | ------- |
| 2005  | أفضل مسلسل درامي                                        |              | فوز     |
| 2005  | أفضل إصدار دي في دي لمسلسل تلفزيوني                     | الموسم الأول | رُشِّح     |
| 2005  | أفضل ممثل في مسلسل درامي                                | هيو لوري     | فوز     |
| 2005  | أفضل ممثلة مساعدة في مسلسل، مسلسل قصير أو فيلم تلفزيوني | ليسا إدلستين | فوز     |
| 2006  | أفضل ممثل في مسلسل درامي                                | هيو لوري     | فوز     |
| 2006  | أفضل مسلسل درامي                                        |              | فوز     |
| 2007  | أفضل ممثل في مسلسل درامي                                | هيو لوري     | رُشِّح     |

#### جوائز بيبول تشويس

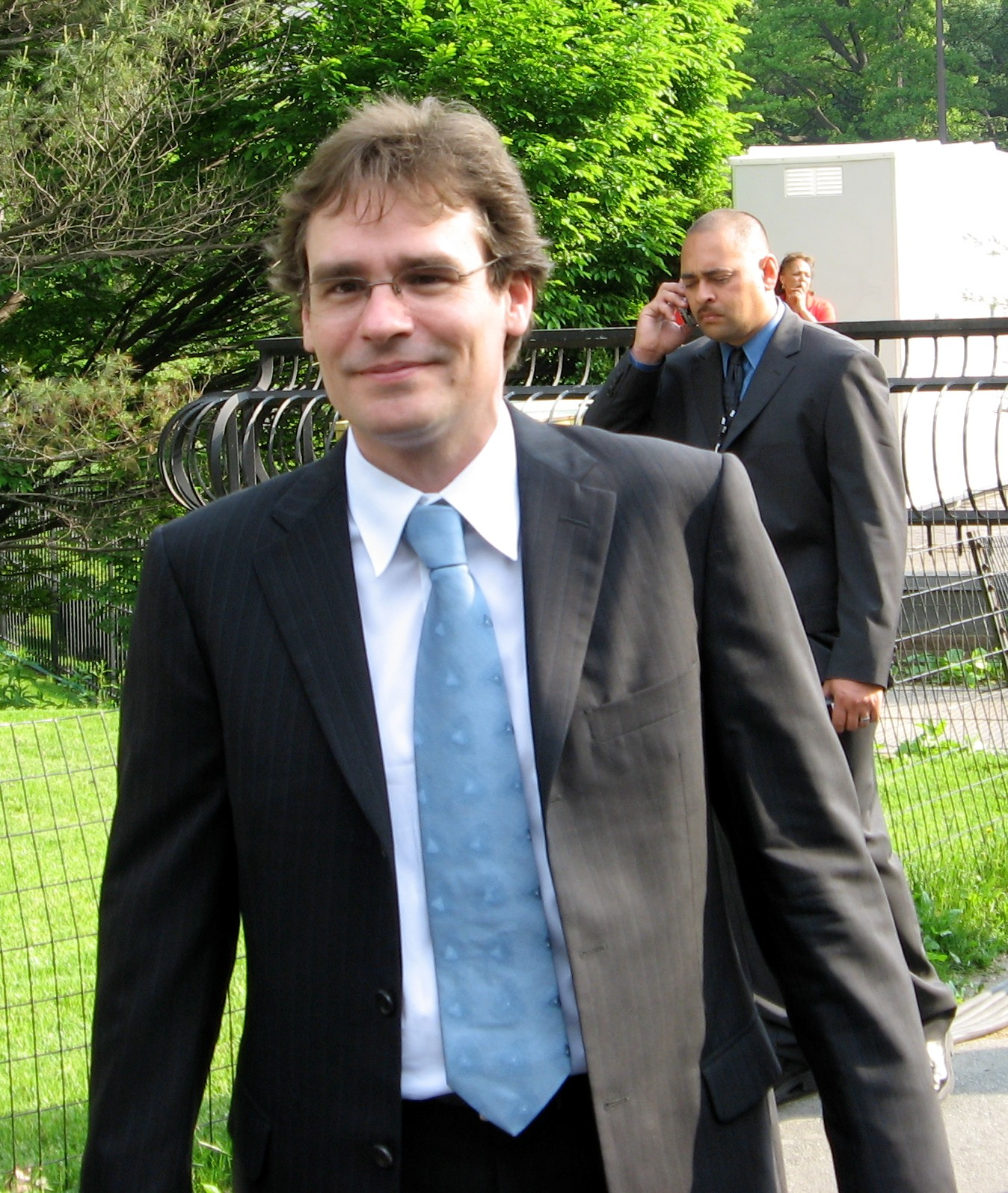
روبرت شون لينارد ترشح لجائزة بيبول تشويس في 2011

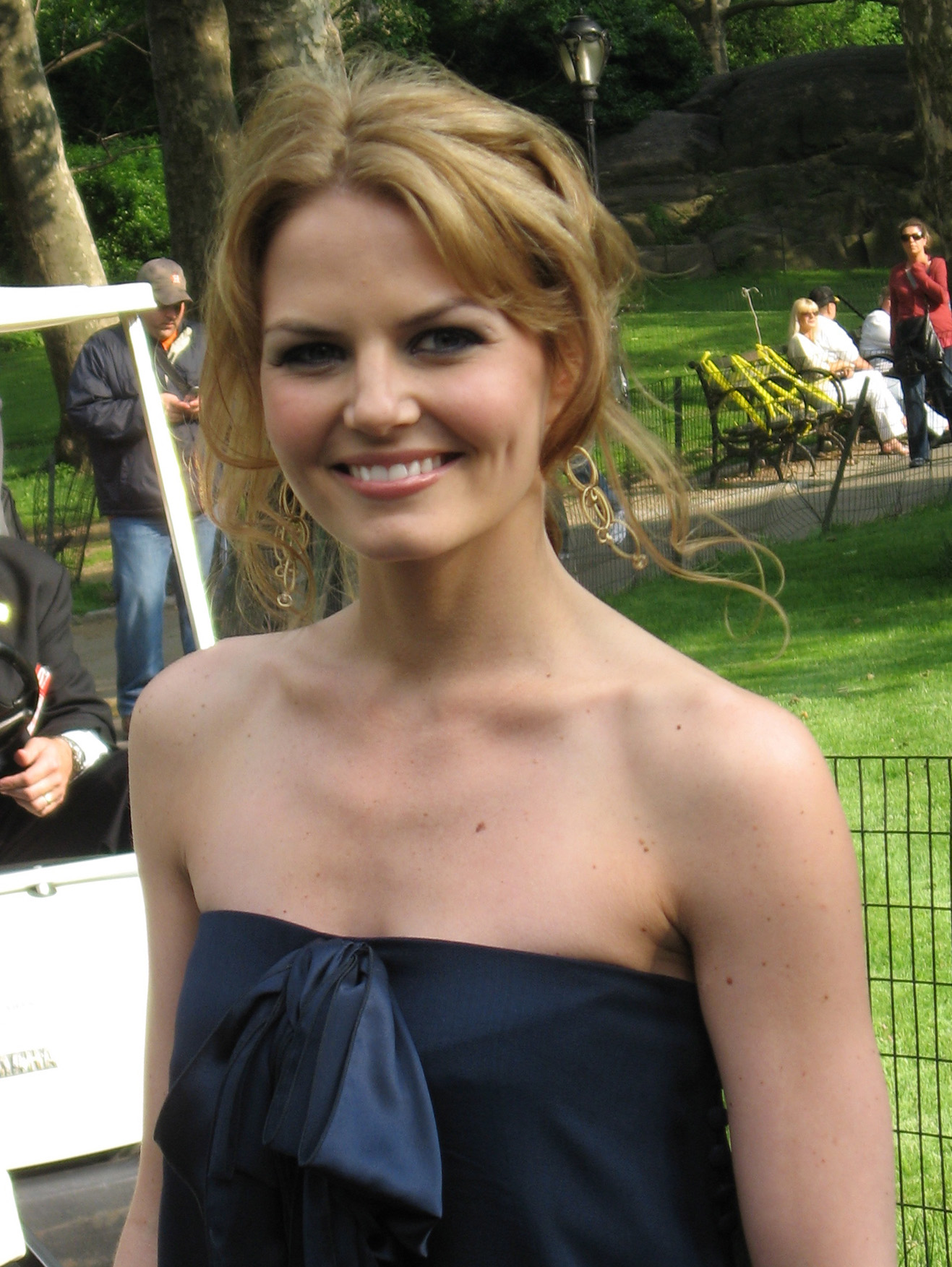
جنيفر موريسون كانت صمن المرشحين لجائزة نقابة ممثلي الشاشة في 2009 عن فئة أفضل أداء لطاقم تمثيل في مسلسل درامي

| السنة | الفئة                      | المرشح           | النتيجة |
| ----- | -------------------------- | ---------------- | ------- |
| 2007  | المسلسل الدرامي المفضل     |                  | رُشِّح     |
| 2008  | المسلسل الدرامي المفضل     |                  | فوز     |
| 2009  | المسلسل الدرامي المفضل     |                  | فوز     |
| 2009  | النجم التلفزيوني المفضل    | هيو لوري         | فوز     |
| 2010  | المسلسل الدرامي المفضل     |                  | فوز     |
| 2010  | النجم التلفزيوني المفضل    | هيو لوري         | فوز     |
| 2011  | المسلسل الدرامي المفضل     |                  | فوز     |
| 2011  | النجم التلفزيوني المفضل    | هيو لوري         | فوز     |
| 2011  | النجمة التلفزيونية المفضلة | ليسا إدلستين     | فوز     |
| 2011  | الطبيب التلفزيوني المفضل   | هيو لوري         | فوز     |
| 2011  | الطبيب التلفزيوني المفضل   | روبرت شون لينارد | رُشِّح     |
| 2012  | المسلسل الدرامي المفضل     |                  | رُشِّح     |
| 2012  | النجم التلفزيوني المفضل    | هيو لوري         | رُشِّح     |

#### جائزة نقابة ممثلي الشاشة
| السنة | الفئة                                | المرشح   | النتيجة |
| ----- | ------------------------------------ | -------- | ------- |
| 2006  | أفضل أداء لممثل في مسلسل درامي       | هيو لوري | رُشِّح     |
| 2007  | أفضل أداء لممثل في مسلسل درامي       | هيو لوري | فوز     |
| 2008  | أفضل أداء لممثل في مسلسل درامي       | هيو لوري | رُشِّح     |
| 2009  | أفضل أداء لممثل في مسلسل درامي       | هيو لوري | فوز     |
| 2009  | أفضل أداء لطاقم تمثيل في مسلسل درامي |          | رُشِّح     |
| 2010  | أفضل أداء لممثل في مسلسل درامي       | هيو لوري | رُشِّح     |
| 2011  | أفضل أداء لممثل في مسلسل درامي       | هيو لوري | رُشِّح     |

## وصلات خارجية
- الموقع الرسمي
- هاوس على موقع IMDb (الإنجليزية)
- هاوس على موقع ميتاكريتيك (الإنجليزية)
- هاوس على موقع الموسوعة البريطانية (الإنجليزية)
- هاوس على موقع روتن توميتوز (الإنجليزية)
- هاوس على موقع نتفليكس (الإنجليزية)
- هاوس على موقع أول موفي (الإنجليزية)
- هاوس على موقع فيلمافينيتي (الإسبانية)
- هاوس على موقع كينوبويسك (الروسية)
- هاوس على موقع ألو سيني (الفرنسية)
- هاوس على موقع قاعدة بيانات الفيلم (الإنجليزية)
- House في TV.com
- House في Yahoo! TV